# 2206-os mellékút (Magyarország)
A 2206-os számú mellékút egy négy számjegyű mellékút Nógrád vármegye északi részén, a Karancs hegységben, amelynek a legfontosabb útja.

## Nyomvonala
Litkén ágazik ki a 2205-ös útból, annak a 20+400-as kilométerszelvénye közelében, nagyjából délkelet felé. Első kilométerein a Dobroda-patakkal párhuzamosan halad, 2,5 kilométerénél lép át Mihálygerge területére. Az ötödik kilométernél kb. 800 métert Egyházasgerge külterületén halad, de a falut nem érinti, oda a 22 108-as számú mellékút vezet, amely az 5+550-as kilométerszelvény közelében ágazik ki, délnyugati irányban. A folytatásban egy szakaszon ismét mihálygergei területen halad, majd átlép Karancskeszi–Marakodipuszta területére. Áthalad Lászlóvölgypusztán, majd 10 kilométer megtétele után éri el Karancskeszi központját.
Karancslapujtő a következő települése, aminek a központját 13. kilométerénél éri el; nem sokkal azelőtt, a 12+800-as kilométerszelvénye környékén ágazik ki belőle a Karancsberényre vezető 22 111-es számú mellékút. Itt délkeletnek fordul, Karancsalja a következő, útjába eső település, ennek központja a 16. kilométerénél van, oda torkollik be (hozzávetőleg a 15+940-es kilométerszelvénye környékén) az Etest kiszolgáló, mintegy 7 kilométer hosszú 22 109-es út.
Nagyjából 18,3 kilométer megtétele után éri el Salgótarjánt; végighalad Károlyakna városrészen, majd a belvárosban ér véget, a 21-es főútba torkollva, annak az 57+400-as kilométerszelvénye körül, abban a csomópontban, ahonnan a 211-es főút is kiágazik, lényegében a 2206-os út egyenes folytatásaként. Az országos közutak térképes nyilvántartását szolgáló kira.gov.hu adatbázisa szerint a teljes hossza 21,512 kilométer.

## Települések az út mentén
- Litke
- Mihálygerge
- Egyházasgerge
- Karancskeszi
- Karancslapujtő
- Karancsalja
- Salgótarján